# Людовик IV де Бурбон-Конде
Людовик IV де Бурбон-Конде (Луи-Анри; фр. Louis Henri de Bourbon, prince de Condé, 18 августа 1692, Версаль — 27 января 1740, Шантийи) — принц де Конде (с 1710), герцог де Бурбон (с 1692), герцог Энгиенский, герцог де Гиз, герцог де Бельгард, граф де Сансер (все титулы с 1710)

## Биография
Старший сын Людовика III Бурбон-Конде. В возрасте 23 лет, в 1715 году как принц крови вошел в регентский совет при молодом Людовике XV. После смерти герцога Орлеанского в 1723 году был назначен первым министром.
Недаровитый правитель, он преследовал гугенотов и янсенистов, а попытка его реформы налогов не увенчалась успехом. В 1726 году Конде угодил в опалу и был удалён от двора. Его преемником стал воспитатель молодого короля кардинал де Флёри.

## Семья и дети
1-я жена (с 1713) принцесса Мария Анна де Бурбон-Конти (1689—1720), брак бездетен.
2-я жена (с 1728) ландграфиня Каролина Гессен-Рейнфельс-Ротенбургская (1714—1741):
- Людовик V Жозеф (1736—1818), 8-й принц Конде, 8-й герцог Энгиенский